# Giải StarHub TVB
Giải thưởng StarHub TVB (giản thể: 星和无线电视大奖; phồn thể: 星和無綫電視大獎) là lễ trao giải được tổ chức hàng năm để ghi nhận những thành tựu của các bộ phim truyền hình Hồng Kông và các nghệ sĩ tại Singapore. Giải thưởng do StarHub, VV Drama, và E City trao cho các sản phẩm và buổi biểu diễn của TVB. Giải thưởng StarHub TVB lần đầu tiên được tổ chức vào ngày 29 tháng 1 năm 2010.
Các đề cử cho Giải StarHub TVB do StarHub và TVB cùng xác định cho các chương trình TVB được chiếu trên VV Drama, E City, TVBJ và TVB First theo yêu cầu trong suốt năm được chỉ định. Kết quả cuối cùng được quyết định bởi bình chọn trực tuyến (70%) và hội đồng giám khảo chuyên môn (30%).

## Năm 2010
Giải thưởng StarHub TVB 2010 được tổ chức vào ngày 29 tháng 1 năm 2010 tại The Ritz-Carlton Millenia Singapore. Người dẫn chương trình là người Singapore Wenhong Huang và Á hậu 2 cuộc thi Hoa hậu Hồng Kông 2001 Heidi Chu đã chủ trì lễ trao giải, trao tổng cộng 18 giải thưởng. Buổi lễ được phát sóng trên VV Drama vào ngày 14 tháng 2 năm 2010.
Nữ diễn viên TVB được yêu thích nhất
- Xa Thi Mạn — Bằng chứng thép II

Nam diễn viên TVB được yêu thích nhất
- Lâm Phong — Sức mạnh tình thân

Phim truyền hình TVB được yêu thích nhất
- Sức mạnh tình thân

Phim truyền hình TVB đáng nhớ nhất
- Thâm cung nội chiến

Nữ nhân vật truyền hình TVB đáng nhớ nhất
- Tiết Gia Yến vai Leung Yun-ho — Nghĩa nặng tình thâm

Nam nhân vật truyền hình TVB đáng nhớ nhất
- Quách Tấn An vai Đinh Tài Vượng — Đôi đũa lệch

Chương trình truyền hình TVB được yêu thích nhất
- Be My Guest

Nữ nhân vật truyền hình được yêu thích
- Lý Tư Kỳ vai Chung Tiếu Hà — Sức mạnh tình thân
- Dương Di vai Tôn Hạo Nguyệt — Sức mạnh tình thân
- Quan Cúc Anh vai Chung Tiếu Xa — Sức mạnh tình thân
- Trần Pháp Lai vai Cam Vĩnh Khánh — Sức mạnh tình thân
- Quách Thiện Ni vai Hình Tinh Tinh — Đội điều tra đặc biệt
- Xa Thi Mạn vai Mã Quốc Anh — Bằng chứng thép II

Nam nhân vật truyền hình được yêu thích
- Lâm Phong vai Cam Vĩnh Hảo — Sức mạnh tình thân
- Trần Hào vai Cam Vĩnh Gia — Sức mạnh tình thân
- Lê Diệu Tường vai Sài Cửu — Xứng danh tài nữ
- Quách Tấn An vai Vu Tử Lãng — Đội điều tra đặc biệt
- Mã Tuấn Vỹ vai Tạ Hoàng Thượng — Mưu dũng kỳ phùng II

## Năm 2011
Giải thưởng StarHub TVB 2011 được tổ chức vào ngày 16 tháng 7 năm 2011 tại Marina Bay Sands ở Singapore, do Astrid Chan và King Kong Lee tổ chức. Buổi lễ được phát sóng trên VV Drama vào ngày 24 tháng 7 năm 2011.
Phim truyền hình TVB được yêu thích nhất
- Nghĩa hải hào tình

Nữ diễn viên TVB được yêu thích nhất
- Xa Thi Mạn — Công chúa giá đáo

Nam diễn viên TVB được yêu thích nhất
- Trần Hào — Công chúa giá đáo

Nữ nhân vật truyền hình TVB được yêu thích
- Hồ Hạnh Nhi vai Khương Khương — Ván bài gia nghiệp
- Trần Pháp Lai vai Lưu Tình — Nghĩa hải hào tình
- Từ Tử San vai Cao Lệ Tâm — Tình Taxi
- Dương Di vai Từ Tiểu Lệ — Bí mật của tình yêu
- Đặng Tụy Vân vai Trịnh Cửu Muội — Nghĩa hải hào tình

Nam nhân vật truyền hình TVB được yêu thích
- Trương Trí Lâm vai Ngư Chí Doanh — Ván bài gia nghiệp
- Huỳnh Tông Trạch vai Chung Lâm Đạ — Đường đời thử thách
- Lâm Phong vai Cảnh Bác — Bí mật của tình yêu
- Trịnh Gia Dĩnh vai Cố Nhữ Chương — Thiết mã tầm kiều
- Lê Diệu Tường vai Lưu Tỉnh — Nghĩa hải hào tình

Diễn viên TVB tiến bộ nhất
- King Kong Lee và Đường Thi Vịnh

Cặp đôi màn ảnh TVB đẹp nhất
- Xa Thi Mạn và Trần Hào— Công chúa giá đáo

Phản ứng hóa học xuất sắc nhất
- Hồ Hạnh Nhi và Trương Trí Lâm — Ván bài gia nghiệp

Nhạc phim TVB được yêu thích nhất
- "Chúng tôi rất ổn" (我们很好) bởi Lâm Phong (Bí mật của tình yêu)

My Favorite TVB Mega Variety Special
Chương trình truyền hình TVB được yêu thích nhất
- Fun with Liza and Gods

Giải thưởng Thành tựu chuyên nghiệp
- Lý Tư Kỳ

Giải thưởng năng lượng nhất
- Từ Tử San

Giải thưởng Nụ cười đẹp nhất
- Trần Pháp Lai

## Năm 2012
Giải thưởng StarHub TVB 2012 được tổ chức vào ngày 18 tháng 8 năm 2012 tại Trung tâm Hội nghị và Triển lãm Marina Bay Sands ở Singapore, dưới sự chủ trì của Astrid Chan và King Kong Lee . 30 giải thưởng từ 19 hạng mục đã được trao tặng. Buổi lễ được phát sóng trên VV Drama vào ngày 25 tháng 8 năm 2012.
Phim truyền hình TVB được yêu thích nhất
- Thiên và Địa

Nữ diễn viên TVB được yêu thích nhất
- Hồ Hạnh Nhi — Tòa án lương tâm

Nam diễn viên TVB được yêu thích nhất
- Trịnh Gia Dĩnh — Tòa án lương tâm

Nữ nhân vật truyền hình TVB được yêu thích
- Chung Gia Hân vai Quan Gia Lạc — Quyết trạch nam nữ
- Từ Tử San vai Diêu Khả Khả — Tiềm hành truy kích
- Dương Di vai Phạm Tử Dư — Sứ mệnh 36 giờ
- Hồ Hạnh Nhi vai Vương Tư Khổ — Tòa án lương tâm
- Xa Thi Mạn vai Diệp Tử Ân — Thiên và Địa
- Trần Pháp Lai vai Chung Vô Diệm — Đông cung Tây lược

Nam nhân vật truyền hình TVB được yêu thích
- Trần Hào vai Tống Dĩ Lãng — Thiên và Địa
- Mã Quốc Minh vai Trương Nhất Kiện — Sứ mệnh 36 giờ
- Trịnh Gia Dĩnh vai La Lực Á — Tòa án lương tâm
- Huỳnh Tông Trạch vai Tô Tinh Bách — Tiềm hành truy kích
- Trần Cẩm Hồng vai Đạo Quang — Vạn phụng chi vương
- Lê Diệu Tường vai Bố Quốc Đống — Bằng chứng thép III

Nữ diễn viên TVB tiến bộ nhất
- Lý Thi Hoa

Nam diễn viên TVB tiến bộ nhất
- Huỳnh Hạo Nhiên

Nữ diễn viên TVB mới xuất sắc nhất
- Trần Nhân Vy

Nam diễn viên TVB mới xuất sắc nhất
- Trần Triển Bằng

Cặp đôi màn ảnh TVB đẹp nhất
- Chung Gia Hân và Trần Hào — Trường học mật cảnh

Phim truyền hình TVB được yêu thích nhất tại Singapore
- Tòa án lương tâm

Chương trình truyền hình TVB được yêu thích nhất
- All Star Glam Exam

My Favourite TVB Mega Variety Special
- TVB 44th Anniversary Gala

Nhạc phim TVB được yêu thích nhất
- "Phim dài tập" (连续剧) bởi Dung Tổ Nhi (cho Sứ mệnh 36 giờ)

Giải thưởng Thành tựu chuyên nghiệp
- Wu Fung

Nữ diễn viên quyến rũ nhất
- Dương Di

Star of Perfect Poise Award
- Từ Tử San

Giải thưởng năng lượng nhất
- Huỳnh Đức Bân

Giải thưởng nụ cười đẹp nhất
- Chung Gia Hân

## Năm 2013
Giải thưởng StarHub TVB 2013 được tổ chức vào ngày 28 tháng 9 năm 2013 tại Nhà hát lớn Marina Bay Sands ở Singapore, do King Kong Lee và Elaine Yiu tổ chức. 20 hạng mục đã được trình bày. Buổi lễ được phát sóng trên VV Drama của TVB8 và StarHub vào ngày 5 tháng 10 năm 2013.
Phim truyền hình TVB được yêu thích nhất
- Bao la vùng trời II

Nữ diễn viên TVB được yêu thích nhất
- Dương Di — Danh gia vọng tộc

Nam diễn viên TVB được yêu thích nhất
- Huỳnh Tông Trạch — Bảo vệ nhân chứng

Nữ nhân vật truyền hình TVB được yêu thích nhất
- Chu Lệ Kỳ vai Nguyễn Tiểu Cát — Hảo tâm tác quái
- Mễ Tuyết vai Từ Hi thái hậu — Đại thái giám
- Chung Gia Hân vai Kiều Tử Lâm — Bảo vệ nhân chứng
- Từ Tử San vai Trần Gia Bích — Lôi đình tảo độc
- Hồ Hạnh Nhi vai Cố Hạ Thần — Bao la vùng trời II
- Dương Di vai Khang Tử Quân — Danh gia vọng tộc

Nam nhân vật truyền hình TVB được yêu thích nhất
- Trần Triển Bằng vai Trình Lễ Vinh — Bãi biển tình yêu
- Huỳnh Tông Trạch vai Hứa Vỹ Thâm — Bảo vệ nhân chứng
- Lâm Phong vai Vi Thế Lạc — Lôi đình tảo độc
- Trương Trí Lâm vai Cố Hạ Dương — Bao la vùng trời II
- Mã Quốc Minh vai Tư Mã Tín — Hồi đáo Tam Quốc
- Trần Hào vai Cao Lưu Phi — Thâm cung nội chiến 2

Nhân vật TVB kinh điển
- Miêu Kiều Vỹ trong Anh hùng xạ điêu, Thiên sư kỳ môn, Sở Lưu Hương Và Người Dơi, và Hảo tâm tác quái

Nữ diễn viên TVB tiến bộ nhất
- Huỳnh Trí Văn

Nam diễn viên TVB tiến bộ nhất
- La Trọng Khiêm

Nữ diễn viên TVB mới xuất sắc nhất
- Christine Kuo

Nam diễn viên TVB mới xuất sắc nhất
- Jason Chan Chi-san

Cặp đôi màn ảnh TVB đẹp nhất
- Chu Lệ Kỳ và Huỳnh Tông Trạch — Hảo tâm tác quái

Phim truyền hình TVB được yêu thích nhất tại Singapore
- Bao la vùng trời II

Chương trình truyền hình được yêu thích nhất
- Lady First Singapore

My Favourite TVB Mega Variety Special
- TVB Golden Viva Spectacular

Nhạc phim TVB được thích nhất
- "Little Something" bởi Lâm Hân Đồng (cho Mùa tình yêu)

Người dẫn chương tình được yêu thích nhất
- Pauline Lan cho Lady First Singapore

Nữ diễn viên quyến rũ nhất
- Từ Tử San

Ngôi sao Pose dáng hoàn hảo
- Lâm Phong

Giải Hào quang vĩnh cửu
- Chung Gia Hân

Ngôi sao Thảm đỏ
- Chung Gia Hân